# Викопні ґрунти в дністровських терасах
Викопні ґрунти на дністровських терасах біля села Мелеєшть (рум. Solurile fosile pe terasele nistrene de lângă satul Mălăiești), або просто викопні ґрунти з Мелеєшть (рум. Solurile fosile de la Mălăiești), є геологічною або палеонтологічною пам'яткою природи в Кріуленському районі Молдови. Розташовані на південний схід від села Мелеєшть. Займають площу 44 га, або 42 га за деякими пізнішими оцінками. Пам'ятка перебуває у віданні Кишинівського державного лісогосподарського підприємства.

## Опис
Заповідна територія являє собою зсув, який розвинувся вздовж течії Дністра і пов'язаний з розломом Вадул-луй-Воде. На схилі головного карнизу – відслонення плейстоценової тераси Дністра, де спостерігаються шари викопного ґрунту. 

## Статус захисту
Постановою Ради Міністрів Молдавської РСР від 13.03.1962 № 111 об'єкт взято під охорону держави, а охоронний статус підтверджено Постановою Ради Міністрів Молдавської РСР від 8 січня 1975 № 5 та Законом  від 25 лютого 1998 № 1538 про фонд природних територій, що охороняються державою. Землевласником пам’ятки природи на момент публікації Закону 1998 року було Кишинівське державне лісове господарство (лісовий обхід Вадул-луй-Воде, Мелеєшть, ділянка 13, підділянка 6), яке тим часом було реорганізовано в Держлісгосп Кишинева.
Заповідна територія становить інтерес для вивчення терас річки Дністер та викопних ґрунтів плейстоцену. Має високу ландшафтну цінність. Спостерігається зсув.
Станом на 2016 рік природна зона не має інформаційного щита. Територія ризикує бути вилученою зі списку заповідних територій Республіки Молдова.